# 翔栄
翔栄（しょうえい、1994年5月22日 - ）は、日本の男性キックボクサー。埼玉県出身。治政館所属。K-1甲子園2010王者。兄はK-1甲子園初代王者の雄大。

## 来歴
- 3歳で自身の父親の元で空手を始める。

- 2007年3月、WMFアマチュアムエタイ世界選手権で金メダルを獲得。

- 2009年5月3日、第20回全日本新空手道選手権大会の中学1・2年生部の60kg以下の部で優勝[1]。

- 2010年8月25日、K-1甲子園2010の地区代表決定戦 東日本ラウンド・Aブロックでヘッドギア着用にもかかわらずKOの山を築き圧倒的な強さで優勝[2]。

- 2010年11月20日、K-1甲子園2010 KING OF UNDER 18 〜FINAL〜に出場。優勝候補の前年度王者野杁正明が２回戦で敗退するなど波乱の多い中、石田勝希や佐々木涼介、秋元皓貴といった強豪を破って優勝。第4代王者となった。[3]。初代王者雄大との初の兄弟制覇を果たした。

- 2011年1月16日、新日本キックボクシング協会「BRAVE HEARTS 15」でプロデビュー。クリスチャンと対戦し3-0の判定勝ちを収めた。また同大会のメインイベントでは兄の雄大が日本フェザー級王座に就いた[4]。

- 2011年5月15日、新日本キックボクシング協会「BRAVE HEARTS 16」で古谷佑太郎と対戦し3-0の判定勝ちを収めた。

- 2011年7月16日、Krush初参戦となった、Krush -70kg初代王座決定トーナメント〜決勝戦〜の60kg Fightで小川翔と対戦し、技術戦になったがお互い決定打がなく判定ドロー。

- 2011年8月28日、新日本キックボクシング協会「BRAVE HEARTS 17」でトーマス中村と対戦し、後ろ廻し蹴りなどを当て、判定勝ち。

- 2012年1月15日、新日本キックボクシング協会「BRAVE HEARTS 18」でジョニー・オリベイラと対戦し、判定勝ち。

- 2012年3月11日、新日本キックボクシング協会「MAGNUM 28」で木村旭洋と対戦し、判定勝ち。

- 2012年5月13日、新日本キックボクシング協会「BRAVE HEARTS 19」の国際戦で、タイのノンガン・サシプラパーと対戦し、判定ドロー。

## 戦績

### プロキックボクシング
| キックボクシング 戦績 | キックボクシング 戦績 | キックボクシング 戦績 | キックボクシング 戦績 | キックボクシング 戦績 | キックボクシング 戦績 | キックボクシング 戦績 |
| --------------------- | --------------------- | --------------------- | --------------------- | --------------------- | --------------------- | --------------------- |
| 4 試合                | (T)KO                 | 判定                  | その他                | 引き分け              | 無効試合              |                       |
| 3 勝                  | 0                     | 3                     | 0                     | 1                     | 0                     |                       |
| 0 敗                  | 0                     | 0                     | 0                     | 1                     | 0                     |                       |

| 勝敗 | 対戦相手     | 試合結果       | 大会名                                        | 開催年月日    |
| ○    | トーマス中村 | 3R終了 判定3-0 | 新日本キックボクシング協会「BRAVE HEARTS 17」 | 2011年8月28日 |
| △    | 小川翔       | 3R終了 判定0-0 | Krush -70kg初代王座決定トーナメント〜決勝戦〜 | 2011年7月16日 |
| ○    | 古谷佑太郎   | 3R終了 判定3-0 | 新日本キックボクシング協会「BRAVE HEARTS 16」 | 2011年5月15日 |
| ○    | クリスチャン | 3R終了 判定3-0 | 新日本キックボクシング協会「BRAVE HEARTS 15」 | 2011年1月16日 |

### アマチュアキックボクシング
| 勝敗 | 対戦相手   | 試合結果                   | 大会名                                              | 開催年月日     |
| ○    | 秋元皓貴   | 2R 1:25 KO（左ローキック） | K-1甲子園2010 KING OF UNDER 18 〜FINAL〜 【決勝】   | 2010年11月20日 |
| ○    | 佐々木涼助 | 3R 0:23 KO（パンチ連打）   | K-1甲子園2010 KING OF UNDER 18 〜FINAL〜 【準決勝】 | 2010年11月20日 |
| ○    | 石田勝希   | 延長R終了 判定2-1          | K-1甲子園2010 KING OF UNDER 18 〜FINAL〜 【3回戦】  | 2010年11月20日 |
| ○    | 山口裕人   | 1R終了 判定3-0             | K-1甲子園2010 KING OF UNDER 18 〜FINAL〜 【2回戦】  | 2010年11月20日 |
| ○    | 飛野将大   | 1R終了 判定3-0             | K-1甲子園2010 KING OF UNDER 18 〜FINAL〜 【1回戦】  | 2010年11月20日 |

## 獲得タイトル
- WMF 第4回アマチュアムエタイ世界選手権 ジュニア コットン級 金メダル（2007年）
- 国際ジュニアキックボクシング ミドル級 王者（2008年・2009年）
- 第20回 全日本新空手道選手権大会 K-3グランプリ 中学1・2年生部60kg以下の部 優勝（2009年）
- K-1甲子園 2010 優勝
- 新日本キックボクシング 日本ライト級 王者（第7代）
- 内閣総理大臣 日本プロスポーツ新人賞（2014年）